# Liste des Premiers ministres de l'Iran
Pour un article plus général, voir Premier ministre d'Iran.
Cet article dresse la liste des premiers ministres de Perse et d'Iran depuis 1824.

## Dynastie Kadjar
- Abdollah Khan Amin od-Dowleh Esfehani : 1824 - 1825
- Allahyar Khan Asef od-Dowleh : 1825 - 1828
- Abdollah Khan Amin od-Dowleh Esfehani : 1828 - octobre 1834
- Mirza Abolghasem Gha'em Magham Farahani : octobre 1834 - 1835
- Haji Mirza Aghasi : 1835 - septembre 1848

### Nassereddine Chah
- Amir Kabir : septembre 1848 - 1852
- Mirza Agha Khan Noori : 1852 - 1858

Poste supprimé de 1858 à 1871
- Mirza Hossein Khan Moshir od-Dowleh Sepahsalar : 1871 - 1873
- Mirza Yousef Ashtiani : 1883 - 1886
- Amin os-Soltan : 1889

### Mozaffareddine Chah
- Haji Mirza Ali Khan Sinaki : 1897 - ?
- Amin os-Soltan : 1906 - janvier 1907
- Moshir al-Dawlah, Mirza Nasrollah Khan Na'ini : 1907 - février 1907
- Vazir Afkham, Soltan Ali Khan : 1907 - avril 1907

### Mohammad Ali Chah
- Mirza Ali Asghar Khan : 1er mai - 31 août 1907 (2e mandat)

### Ahmad Chah
- Sepahsalar A'zam : aussi connu sous le nom Mohammad Vali Khan Tonekaboni : 1909
- Hassan Mostowfi : 25 juillet 1910 - 19 juillet 1911 puis 1er juillet 1914 - 14 mars 1915 puis 18 août - 24 décembre 1915 puis 16 janvier - 1er mai 1918 puis 15 janvier - 15 juin 1923
- Samsam ol-Saltaneh : 26 juillet 1911 - 17 janvier 1913 puis 1er mai - 8 août 1918
- Ala' os-Saltaneh : 1913, pour sept mois
- Hassan Pirnia : 14 mars - 1er mai 1915 puis 3 juillet - 27 octobre 1920 puis 21 janvier - 22 juin 1922 puis 15 juin - 26 octobre 1923
- Abdol Majid Mirza : 1er mai - 18 août 1915
- Abdol-Hossein Farmanfarma : 25 décembre 1915 - 1er mars 1916 (en poste pendant 3 mois avant de refuser de signer une concession aux Britanniques, a démissionné juste après)
- Sepahsalar A'zam, aussi connu sous le nom Mohammad Vali Khan Tonekaboni : 1916 - 12 août 1916
- Nezam os-Saltaneh : en exil à Kermanchah
- Hassan Vosough : 29 août 1916 - 5 juin 1917 puis 8 août 1918 - 3 juillet 1920
- Fathollah Akbar Sepahdar : 16 octobre 1920 - 21 février 1921
- Seyyed Zia'eddin Tabatabai : 21 février 1921 - 4 juin 1921
- Ghavam os-Saltaneh : 4 juin 1921 - 19 janvier 1922 puis 11 juin 1922 - 30 janvier 1923
- Reza Chah : 28 octobre 1923 - 1er novembre 1925

## Dynastie Pahlavi

### Reza Chah
- Mohammad Ali Foroughi : 1er novembre 1925 - 13 juin 1926 puis 18 septembre 1933 - 3 décembre 1935
- Hassan Mostowfi : 13 juin 1926 - 2 juin 1927 (6e mandat)
- Mehdi Gholi Hedayat : 2 juin 1927 - 18 septembre 1933
- Mahmoud Jam : 3 décembre 1935 - 26 octobre 1939
- Ahmad Matin-Daftari : 26 octobre 1939 - 26 juin 1940
- Ali Mansour : 26 juin 1940 - 27 août 1941 (1er mandat)

### Mohammad Reza Chah
- Mohammad Ali Foroughi : 27 août 1941 - 9 mars 1942 (3e mandat)
- Ali Soheili : 9 mars - 9 août 1942 puis 15 février 1943 - 6 avril 1944
- Ghavam os-Saltaneh : 9 août 1942 - 15 février 1943 puis 28 janvier 1946 - 18 décembre 1947 puis 17 - 21 juillet 1952
- Mohammad Saed : 6 avril - 25 novembre 1944 puis 9 novembre 1948 - 23 mars 1950
- Morteza Gholi Bayat : 25 novembre 1944 - 13 mai 1945
- Ebrahim Hakimi : 13 mai - 6 juin 1945 puis 30 octobre 1945 - 28 janvier 1946 puis 29 décembre 1947 - 13 juin 1948
- Mohsen Sadr : 6 juin - 30 octobre 1945
- Reza Sardar Fakher Hekmat : 18 - 29 décembre 1947
- Abdolhossein Hajir : 13 juin - 9 novembre 1948
- Ali Mansour : 4 avril - 26 juin 1950 (2e mandat)
- Haj Ali Razmara : 26 juin 1950 - 7 mars 1951
- Hossein Ala' : 12 mars - 30 avril 1951 puis 7 avril 1955 - 3 avril 1957
- Mohammad Mossadegh : 30 avril 1951 - 17 juillet 1952 puis 21 juillet 1952 - 19 août 1953
- Fazlollah Zahedi : 19 août 1953 - 7 avril 1955
- Manouchehr Eghbal : 3 avril 1957 - 31 août 1960
- Jafar Sharif-Emami : 31 août 1960 - 4 mai 1961 puis 27 août - 6 novembre 1978
- Ali Amini : 6 mai 1961 - 19 juillet 1962
- Asadollah Alam : 19 juillet 1962 - 7 mars 1964
- Hassan Ali Mansur : 7 mars 1964 - 26 janvier 1965
- Amir Abbas Hoveida : 26 janvier 1965 - 7 août 1977
- Jamshid Amouzegar : 7 août 1977 - 27 août 1978
- Gholam Reza Azhari : 6 novembre 1978 - 4 janvier 1979
- Chapour Bakhtiar : 4 janvier - 11 février 1979[n 1]

## République islamique
- Mehdi Bazargan : 4 février - 6 novembre 1979 (intérim)[n 2]
- Mohammad Ali Rajai : 12 août 1980 - 2 août 1981
- Mohammad Javad Bahonar : 4 - 30 août 1981
- Mohammad Reza Mahdavi-Kani : 2 septembre - 29 octobre 1981 (intérim)
- Mir-Hossein Mousavi : 29 octobre 1981 - 3 août 1989

Poste supprimé depuis la révision constitutionnelle de 1989